# Lepidasthenia michaelseni
Lepidasthenia michaelseni är en ringmaskart som beskrevs av Augener 1913. Lepidasthenia michaelseni ingår i släktet Lepidasthenia och familjen Polynoidae. Inga underarter finns listade i Catalogue of Life.